# Абрамсон, Иван
Иван Абрамсон (1869 — 15 сентября 1934) — режиссер, сценарист, актёр и продюсер американского немого кино в 1910-х и 1920-х годах.
Иван Абрамсон эмигрировал в Соединенные Штаты из Российской Империи в 1880-х годах и вскоре стал заниматься еврейской газетной деятельностью. В 1905 году он основал оперную труппу. В 1914 году он основал компанию Ivan Film Productions для производства немых фильмом. Первой его работой стал фильм «Sins of the Parents». В 1917 году, после успеха таких картин, как «One Law for Both» и «Enlighten Thy Daughter», он объединился с бывшим аниматором Уолта Диснея — Уильямом Рэндольфом Херст, чтобы совместно сформировать Graphic Film Corporation (GFC).
Фильмы Абрамсона часто представляют собой мелодрамы с вызывающими названиями, такими как «Forbidden Fruit» (1915) и «A Child for Sale» (1920), а также фильмы о сексуальной гигиене, такие как «The Sex Lure» (1916) и «Enlighten Thy Daughter» (1917). Иван Абрамсон часто стремился показать мораль в своих фильмах. Он заявлял, что цель его фильмов — «указать на зло в жизни через одного персонажа и в то же время показать способ, которым это зло может быть излечено через другого персонажа».
Graphic Film Corporation (GFC) прекратила своё существование в 1919 году после выпуска фильма «The Echo of Youth».
В 1923 году Абрамсон и Сидни М. Голдин поставили фильм «East and West», снятый в Австрии с Молли Пикон в главной роли, с субтитрами на английском.
Абрамсон умер 15 сентября 1934 года в больнице Маунт-Синай в Нью-Йорке, его пережила его жена Лиза Эйнхорн.

## Фильмография
- Sins of the Parents[англ.] (1914)
- Should a Woman Divorce? (1914)
- A Mother's Confession[англ.] (1915)
- Forbidden Fruit (1915)
- The Sex Lure[англ.] (1916)
- A Fool's Paradise (1916)
- One Law for Both[англ.] (1917)
- Married in Name Only[англ.] (1917)
- Enlighten Thy Daughter[англ.] (1917)
- When Men Betray[англ.] (1918)
- Ashes of Love[англ.] (1918)
- The Echo of Youth[англ.](1919)
- A Child for Sale[англ.] (1920)
- Wildness of Youth[англ.] (1922)
- East and West[англ.] (1923)
- I Am the Man[англ.] (1924)
- Meddling Woman (1924)
- Mother Eternal[англ.] (1921)